# Studentenwappen

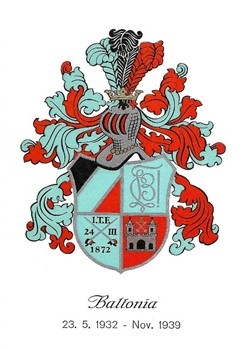
Wappen der Korporation Baltonia Dorpat (1872)

Studentenwappen sind die Wappen von Studentenverbindungen. Sie entwickelten sich im frühen 19. Jahrhundert und weisen gegenüber den Wappen von Familien, Adelsgeschlechtern, Ländern und Gemeinden, die der klassischen Heraldik folgen, einige gestalterische Besonderheiten auf.

## Gestaltung
Studentenwappen werden von der Schulheraldik nicht als „eigentliche“ Wappen bezeichnet, da sie oftmals nicht den heraldischen Regeln folgen und unheraldische Elemente im Schild verwenden, also Identitätssymbole der jeweiligen Verbindung, die im Wappen zusammengeführt werden.

### Wappenschild
Der Schild ist bei Studentenwappen meist geviert, oft mit zusätzlichem Herzschild. Dadurch entstehen im Schild in der Regel vier oder fünf Felder, die mit einem gewissen Repertoire von Elementen ausgefüllt werden. Während die Vierung in der klassischen Heraldik eine Methode zur Wappenvereinigung darstellt, wurde diese Aufteilung für Studentenwappen vermutlich einfach deshalb gewählt, um genügend Platz für die verschiedenen Identitätssymbole zu haben.
Häufigstes Element ist das Couleurband, also ein Stück des meist dreifarbigen Bandes, das farbtragende Verbindungsstudenten um die Brust tragen, diagonal durch das Feld geführt. Ein weiteres häufiges Element ist der Zirkel, der entweder auf den Verbindungsfarben oder in einem eigenen Feld – zumeist dem Herzschild – seinen Platz findet.
Ebenfalls zum Füllen eines Feldes verwendet wird häufig – vor allem bei Corps – das Bundeszeichen, oft verkürzt dargestellt mit einem Lorbeerkranz, zwei gekreuzten Mensurschlägern und dem eingeschriebenen Gründungsdatum. Weiter üblich sind verschiedene Symbole für Freundschaft (Treuhände) und Ewigkeit (Ouroboros), die noch aus dem Freimaurerwesen der Studentenorden übernommen worden sind oder aus der Antike stammen.

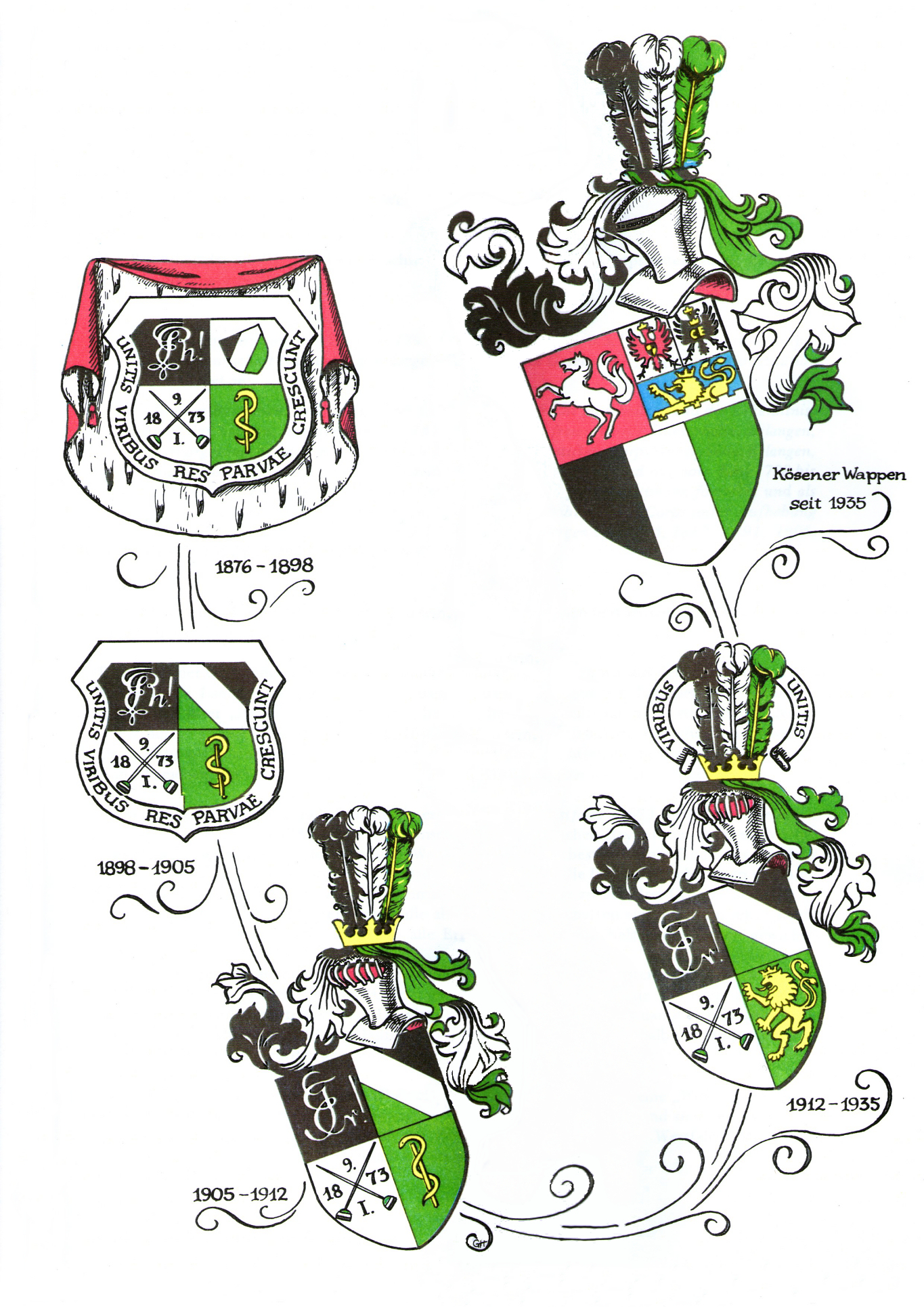
Entwicklung eines Wappens von 1876 bis heute (Corps Guestphalia Erlangen)

Häufig sind auch einzelne heraldische Elemente, die auf die Universitätsstadt verweisen oder bei landsmannschaftlich ausgerichteten Verbindungen auf das Herkunftsland der Mitglieder, beispielsweise durch Übernahmen aus der Kommunal-, Provinzial- oder staatlichen Heraldik. So lässt die Aufnahme bestimmter Landeswappen häufig bereits auf den Verbindungsnamen schließen (Sachsenross für Saxonia oder Guestphalia, Fränkischer Rechen für Franconia etc.).
Bei fachlich ausgerichteten Verbindungen boten sich weitere Symbole an, wie Schlägel und Eisen für montanistische, Bäume oder Hirschköpfe für jagdlich-forstliche, Zirkel und Zahnrad für technische oder Totenkopf und Äskulapstab für medizinische oder tiermedizinische Verbindungen.
Bei Burschenschaften werden häufig den Wahlspruch Ehre, Freiheit, Vaterland symbolisierende Elemente eingesetzt. So stehen etwa gekreuzte Schläger für Ehre, eine aufgehende Sonne für Freiheit und eine Eiche für das Vaterland. Die Vierung des Schildes wird häufig durch ein Schwarzes Tatzenkreuz erzeugt. Weiterhin ist eine Kombination von Leier und Schwert gebräuchlich.
Turnerschaften verwenden oft das Turnerkreuz, musische Verbindungen eine Harfe, wissenschaftliche Verbindungen Buch oder Eule.

Wappenschilde
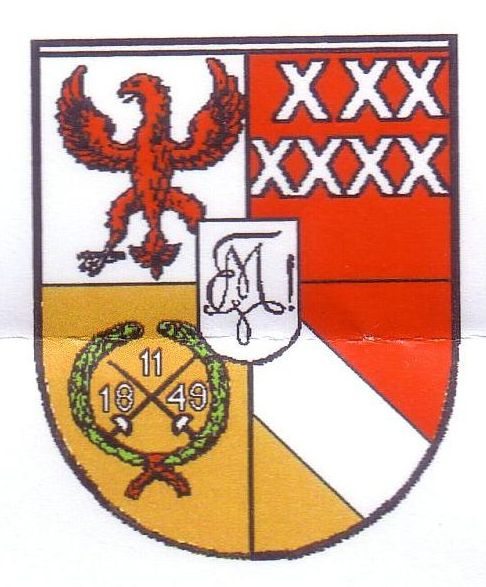
Corps Marchia Breslau: Märkischer Adler, Bundeszeichen, Farbband und Zirkel.
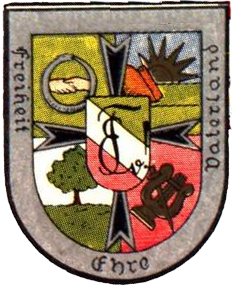
Burschenschaft Franconia Freiburg: Schwarzes Kreuz, Händedruck mit Ouroboros, aufgehende Sonne, Eiche, Leier und Schwert, Zirkel auf Farbband, Wahlspruch.
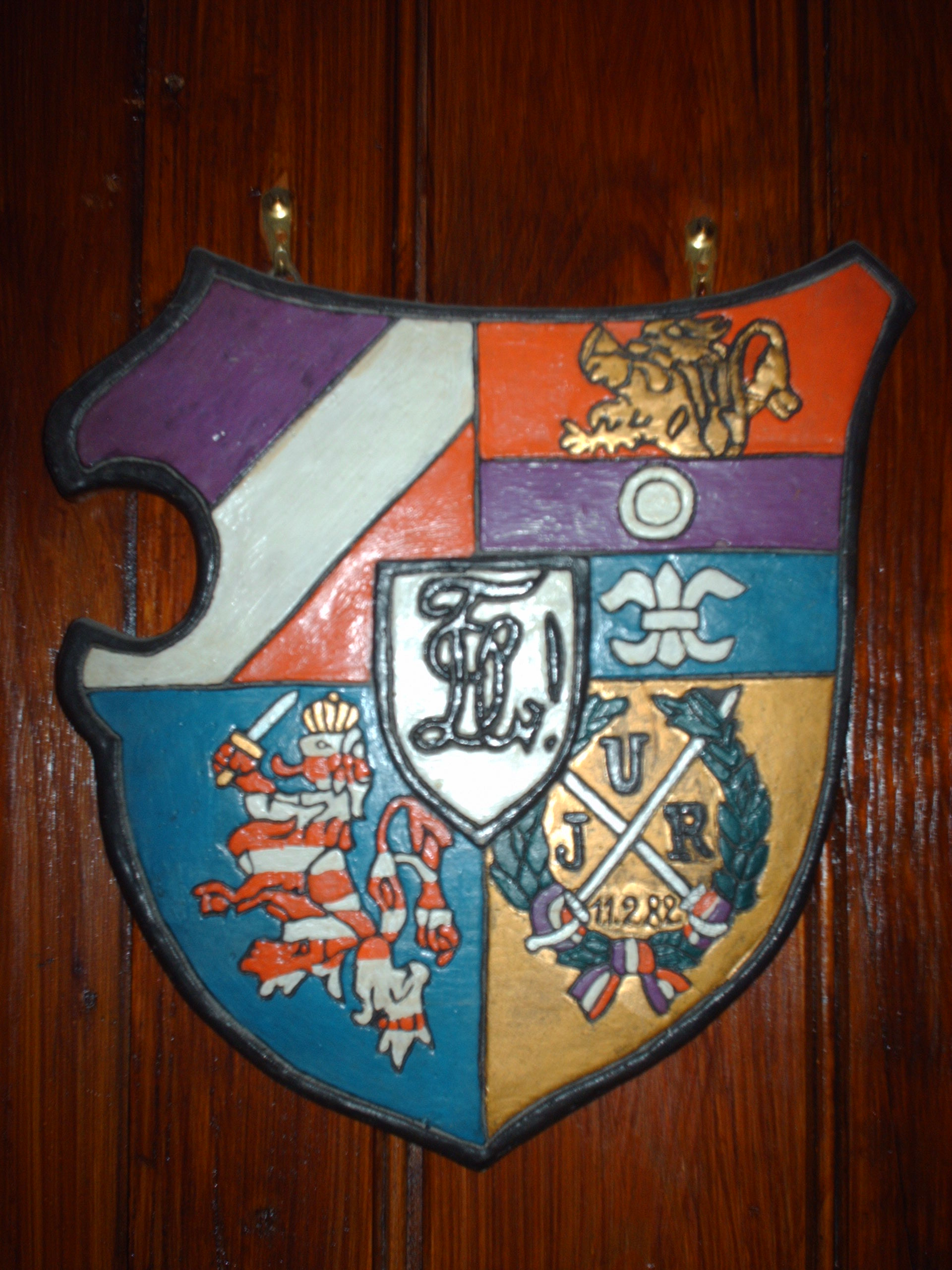
Landsmannschaft Darmstadtia Gießen: Farbband, Wappen Darmstadts, Hessischer Löwe, Bundeszeichen, Zirkel.
StMV Blaue Sänger Göttingen: Harfe, Eiche, Bundeszeichen, Farbband, Zirkel.

### Ergänzungen
Wie auch bei den Wappen der historischen Heraldik ist die häufigste Ergänzung eines studentischen Wappenschildes zum Vollwappen der aufliegende Helm mit aufsitzender Helmzier und umgebenden Helmdecken. Der Helm ist zumeist mit einer Helmkrone – eigentlich ein Adelsattribut – versehen.
Ober- und unterhalb umgeben häufig das Panier (zumeist in der Form „… sei’s Panier“) und der Wahlspruch das Vollwappen. Schildhalter hingegen sind bei Studentenwappen äußerst selten.
Die Helmzier ist bei den meisten Studentenwappen in derselben Form gestaltet und besteht aus Straußenfedern in den Farben der Verbindung und in der Zahl der Farben. Nur vereinzelt finden sich auch andere Figuren, wie ein offener Flug oder ein Hirschkopf. Straußenfedern als Helmzier sind im deutschsprachigen Raum ansonsten sehr selten und eher von polnischen Wappen bekannt.

Vollwappen
KDStV Franconia Aachen (mit Straußenfedern)
Burschenschaft Germania Königsberg (zusätzlich mit Panier und Wahlspruch)
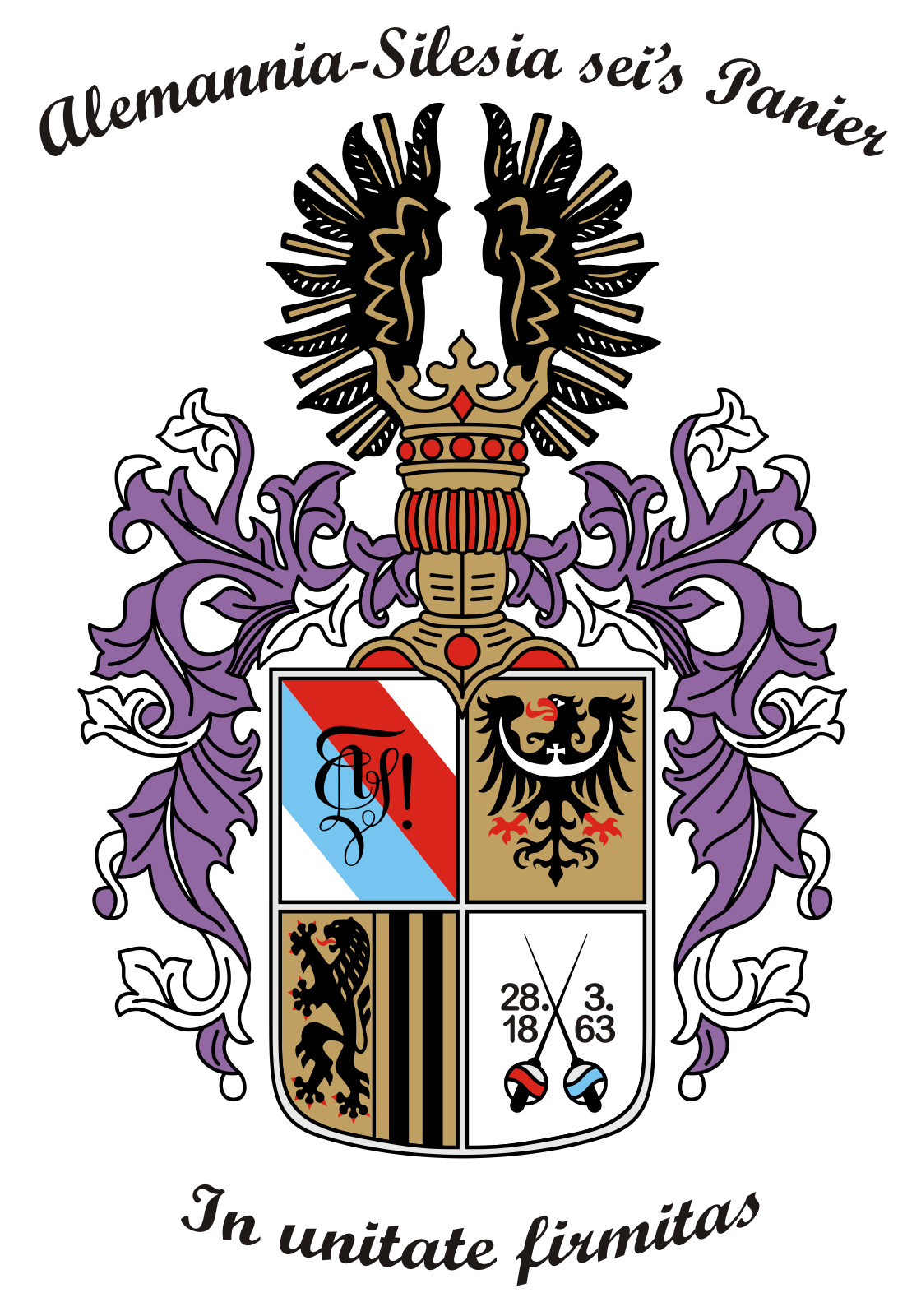
Landsmannschaft Alemannia-Silesia Clausthal (mit offenem Flug)
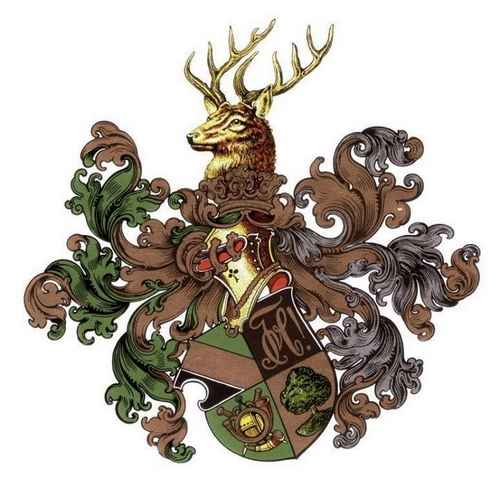
Corps Hubertia Freiburg (mit Hirschkopf)

### Wappen der Wingolfsverbindungen
Eine Besonderheit sind die Wappen der Verbindungen im Wingolfsbund, die einer einheitlichen Gestaltung folgen und stets das Jerusalem-Kreuz, den Reichs- bzw. Bundesadler und das Stadtwappen enthalten. Lediglich im vierten Feld gibt es Abweichungen. Während die alten Verbindungen dort einen Lorbeerkranz mit Gründungsdatum führen, haben jüngere Verbindungen häufig das Landeswappen aufgenommen. Der Lorbeerkranz wird gelegentlich auch mit gekreuzten Schlägern dargestellt. Auch der Wappenmantel ist einheitlich gestaltet. Die Bezugnahme auf das Jerusalemer Kreuz und damit auf das Wappen des Königreiches Jerusalem erklärt auch die heraldisch eigentlich unzulässige Kombination von Gold und Weiß (Silber). Unterschiede sind besonders in der Helmzier erkennbar. Während die Helmzier des Hallenser Wingolf einen Stern des Hallenser Stadtwappens anzeigt, wählt der Göttinger Wingolf als Helmzier Füllhörner („Trinkhörner“).

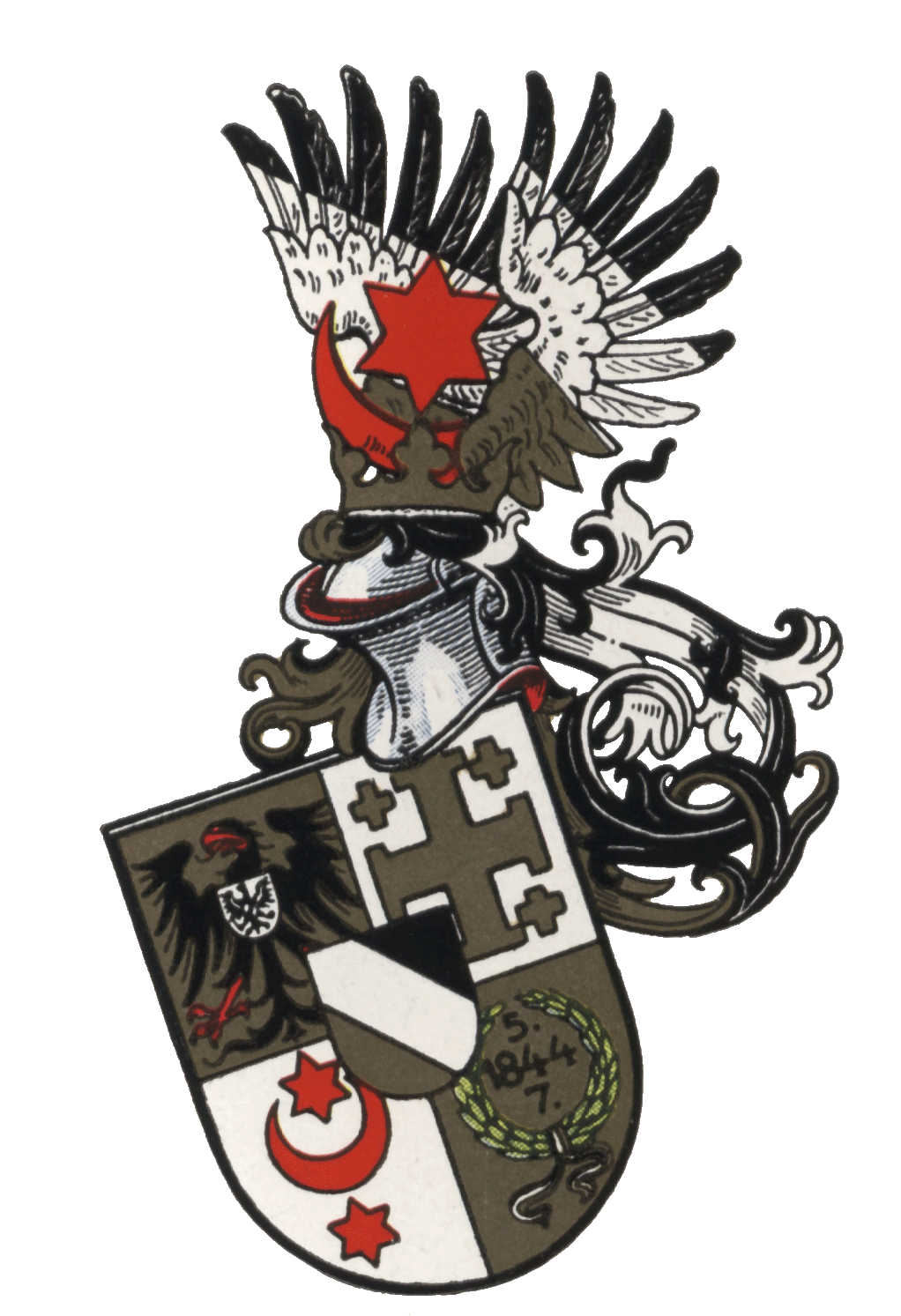
Hallenser Wingolf
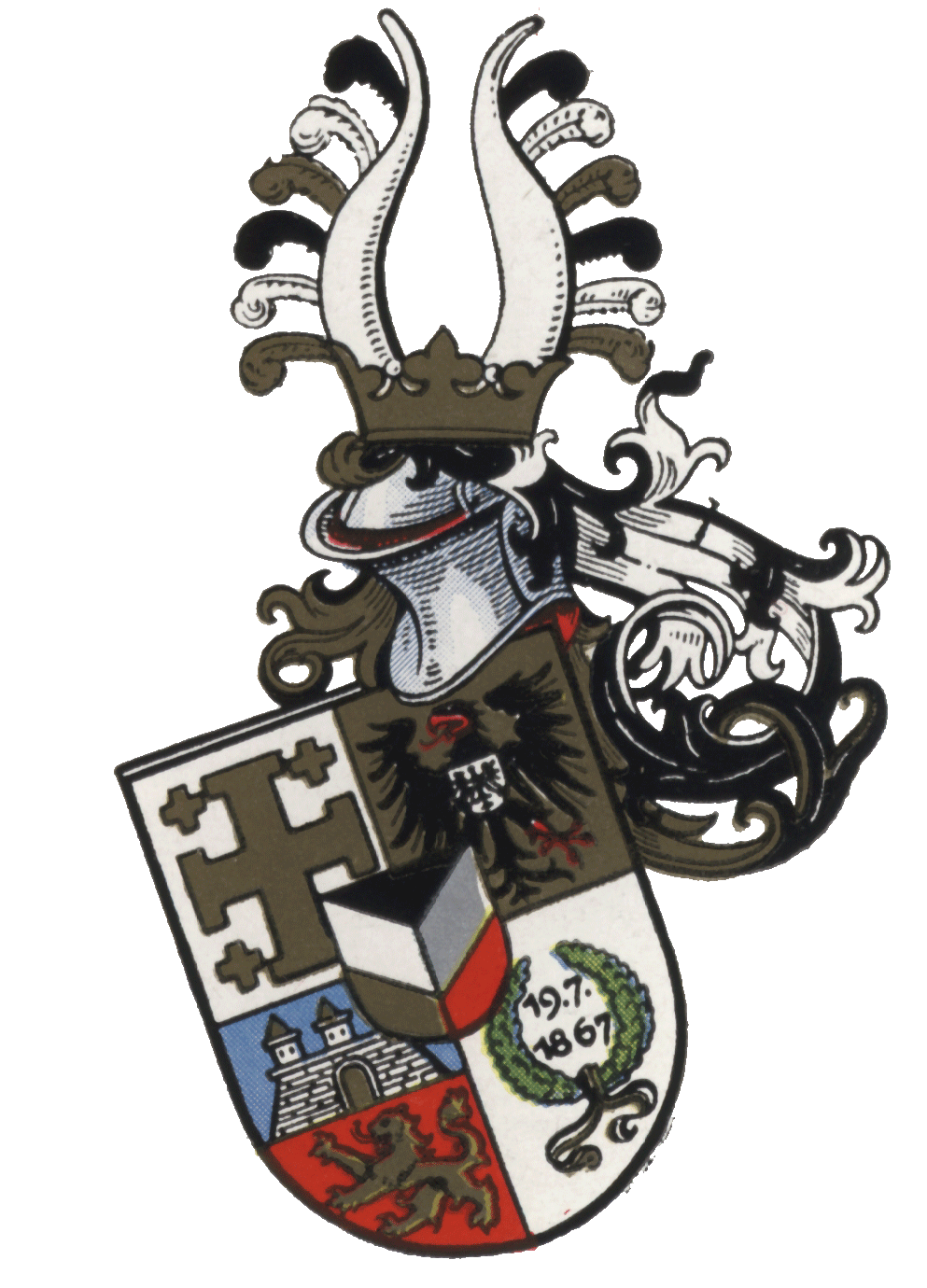
Göttinger Wingolf
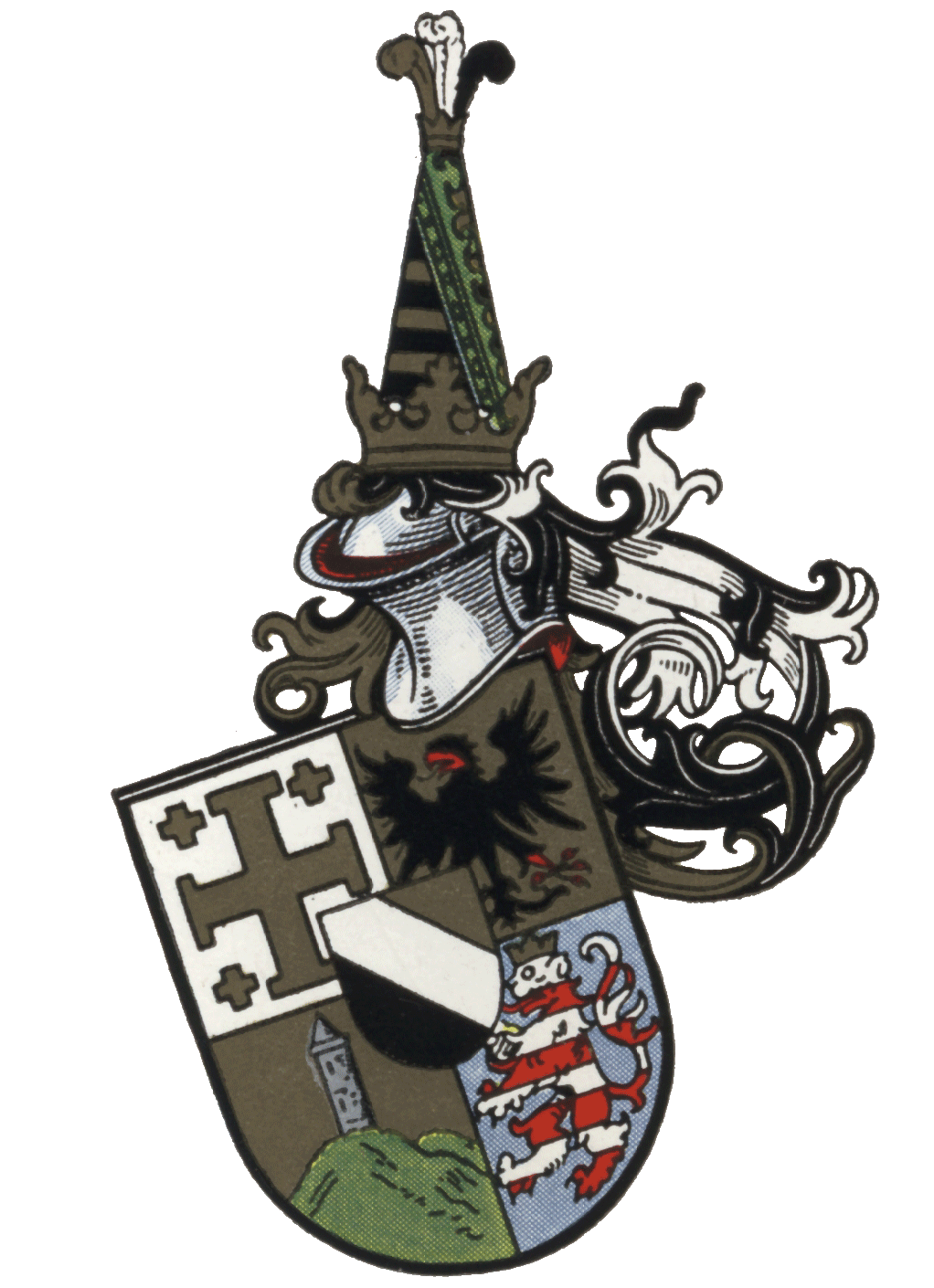
Beim Jenenser Wingolf findet sich das Thüringer Landeswappen statt dem Lorbeerkranz im vierten Feld.

### Fusions- und Allianzwappen

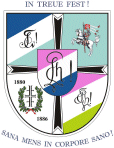
Beispiel für ein Fusionswappen: Turnerschaft Philippina-Saxonia Marburg (2004)

Im Falle einer Fusion zweier Studentenverbindungen stellt sich neben der Frage eines neuen Namens und einheitlichen Couleurs auch die Frage eines gemeinsamen Wappens. Das Problem kann entweder durch Fortführung eines der bestehenden Wappen oder durch eine Wappenvereinigung gelöst werden. Dabei kann entweder ein gänzlich neues Wappen entstehen oder auch ein Allianzwappen, in dem zumindest die ursprünglichen Schilde erhalten bleiben und – teilweise unter einem neuen gemeinsamen Oberwappen – nebeneinandergestellt werden.

Allianzwappen
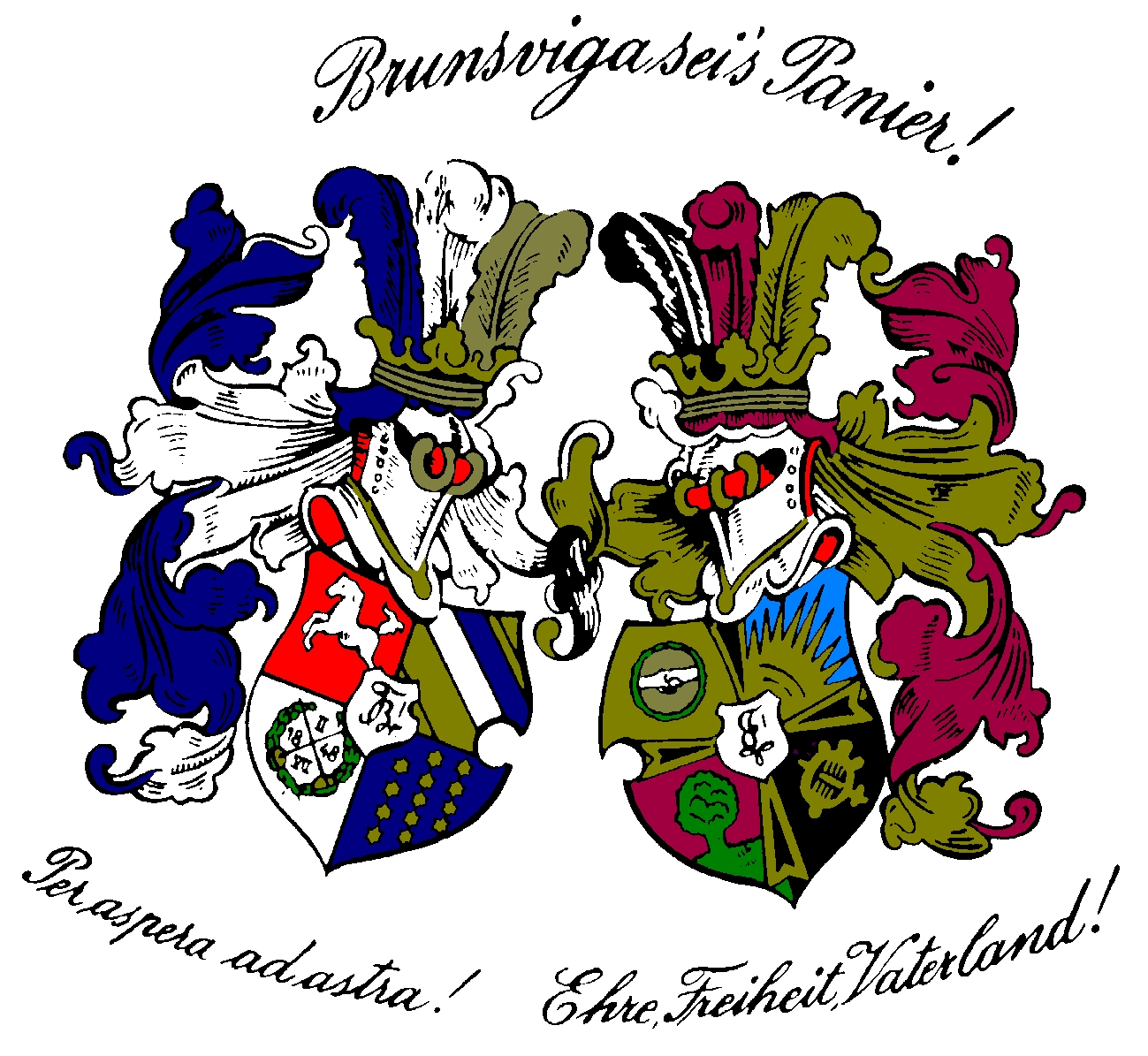
Burschenschaft Brunsviga Göttingen
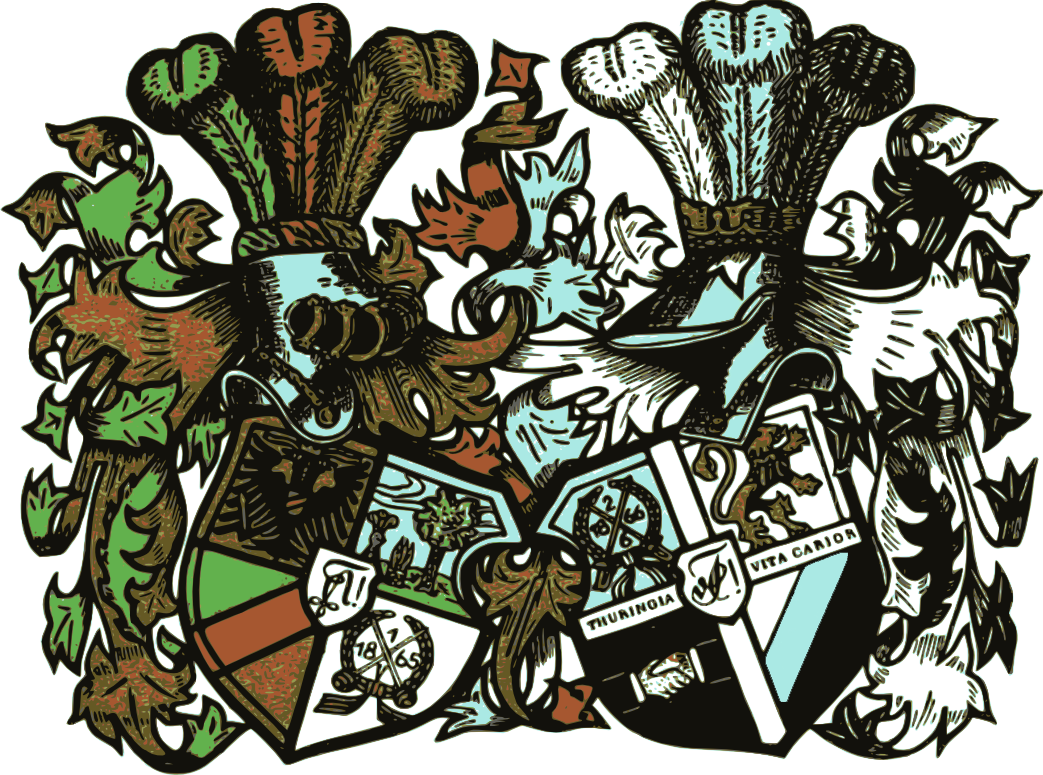
Corps Alemannia-Thuringia zu Magdeburg

## Geschichte

### Entstehung und Verbreitung im frühen 19. Jahrhundert
Während sich die Landsmannschaften der Frühen Neuzeit höchstens ihrer jeweiligen Landeswappen bedient haben dürften, rückte Ende des 18. Jahrhunderts in der Zeit der Studentenorden inhaltsbeladene Symbolik in den Vordergrund. Gegen die puristischen Regeln der Heraldik, die sich zu dieser Zeit ohnehin auf einem historischen Tiefpunkt befand, bevorzugten die studentischen Verbindungen „emblematische Lehrtafeln in Wappenform“.
Das älteste Studentenwappen soll ab 1794 das in Freiberg bestehende ordensähnliche Concilium Metallicorum besessen haben.
Diese Sonderform der Wappen kam ungefähr um 1810 allgemein in Gebrauch, als sich die Frühform der Corps, die älteste heute noch existierende Form von Studentenverbindung, und mit ihnen das heutige Couleur entwickelte. Die Verbreitung der Studentenwappen ist wohl auch im Zusammenhang mit dem Aufkommen der Porzellanpfeifen zu sehen, die als früheste Wappenträger bekannt sind. Die meisten frühen Überlieferungen stammen aus Jena, das gemeinhin als Ursprungsort des Korporationswappens angesehen wird.

### Farbschild als Kurzform

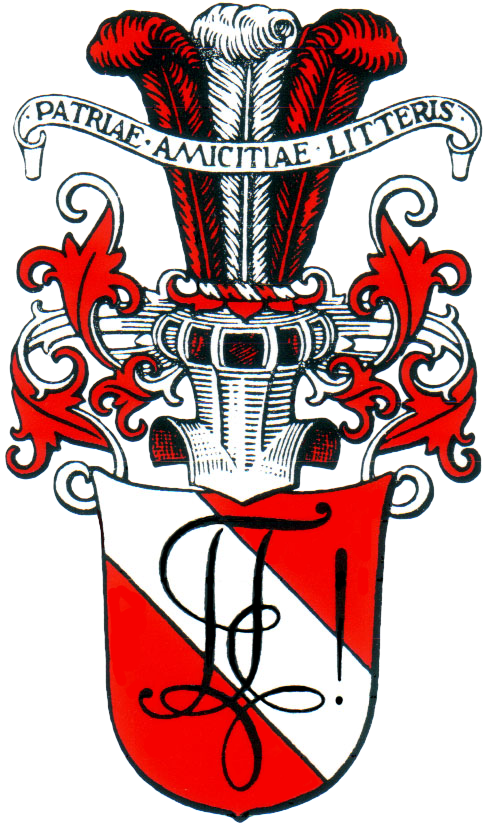
Schweizerischer Zofingerverein

Bereits im Laufe des 19. Jahrhunderts bürgerte sich eine einheitliche Kurzform für Studentenwappen ein. Dazu wird ein Wappenschild diagonal mit den Couleurfarben belegt („Farbschild“), in die Mitte wird der Zirkel der betreffenden Verbindung gesetzt. Diese Wappenform wird auch kleines Wappen genannt.

### Reformbestrebungen um die Jahrhundertwende
Da sie den Regeln der traditionellen Heraldik nur in den wenigsten Fällen entsprechen, stehen Studentenwappen bei Heraldikern seit jeher in der Kritik. Insbesondere die Verwendung von Tonvariationen der gleichen Farbe, was eine einheitliche Wappenbeschreibung unmöglich macht, isoliert die studentische von der historischen Heraldik.

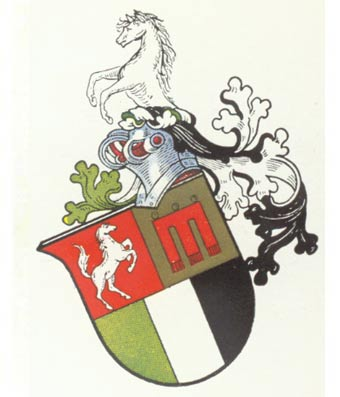
Wappen der AV Guestfalia Tübingen, gestaltet entsprechend den Reformvorschlägen von Friedrich von Gaisberg-Schöckingen

Im späten 19. und frühen 20. Jahrhundert gab es daher mehrere – letztendlich erfolglose – Versuche, die studentische Heraldik zu reformieren und die Studentenwappen gemäß den Regeln der wissenschaftlichen Heraldik zu verändern. Friedrich von Gaisberg-Schöckingen verfasste Anfang des 20. Jahrhunderts mehrere Arbeiten zu dem Thema. Darin stellte er Forderungen auf, die zwar heraldisch plausibel, für die konservativen Studentenverbindungen aber unannehmbar waren. Unter anderem wurde gefordert, die neuzeitlichen Bestandteile, das heißt vor allem Zirkel und Buchstaben, aus den Wappen zu entfernen.
Ludwig Clericus, im 19. Jahrhundert einer von Deutschlands maßgeblichen Heraldikern, schrieb 1890 zum 60. Stiftungsfest seines Corps Masovia:

„Es ist eine unbestreitbare Tatsache, daß mit die allerunglücklichsten heraldischen Bildungen die Corpswappen sind. Auffällig ist das nicht weiter, da die ältesten Corps zu einer Zeit entstanden, in welcher die Wappenkunde und Wappenkunst tief danieder lagen und selbst ältere, erfahrenere und historisch und kunsthistorisch gebildete Männer nicht im Stande waren, ein schönes Wappen von einem scheußlichen zu unterscheiden. Nach dem Vorbilde des ersten besten freiherrlichen Diplomwappens wurde das Corpswappen entworfen: gerüstet mit Mittelschild, in letzterem der Corpszirkel, im ersten und vierten Felde die Streifen der Corpsfarben, im zweiten Felde ein Paar eichenkranzumschlungene, gekreuzte Hieber und allenfalls im dritten Felde der Versuch einer anderweiten landsmannschaftlichen Allegorie. Auf dem Helm ein Federbusch in den Corpsfarben. Diese Schablone ist immer wieder nachgeahmt worden und die dadurch entstandene Monotonie ist wirklich abschreckend dürftig. Weitere Fehler traten hinzu, um hie und da die Dürftigkeit auch noch zu verhäßlichen. Beispiele anzuführen, will ich mir versagen. Neuerdings, da der Kösener SC-Verband und die Institution der Alten Herren-Kommerse eine häufigere Anwendung von Corpswappen bedingt, hat man freilich meist die alten komplizierten Wappen in Pension gesetzt und schmückt dafür die Festsäle und Gärten mit Pappschilden, die irgendein Buchbinder im Ramsch geliefert hat. Da kommen dann Dekorationen zum Vorschein, die für jedes heraldisch verständige, auch für jedes nur ästhetisch einigermaßen veranlagte Auge peinlich und empörend sind. Fünfzig, hundert oder mehr Pappdeckel, die sämtlich in einer Richtung, einmal schräg-rechts, ein andermal schräg-links farbig gestreift sind, wirken in der Tat abschreckend – es sieht so aus, als wenn der Musterreisende einer Band- oder Bettzeugfabrik seine Proben ausgekramt und zur Ausstellung gebracht hätte. Nirgends eine Spur origineller Gedanken, künstlerisch geschmackvoller Erfindung. Vor zehn Jahren setzte sich Herr Dr. Hartmeyer in Hamburg – ich weiß nicht gleich, welches Corps – mit mir in Verbindung, eine Reform des Corpswappenwesens anzustreben, doch die Gleichgültigkeit, mit der diese Idee überall aufgenommen wurde, ließ damals den Plan scheitern.“

## Verwendung

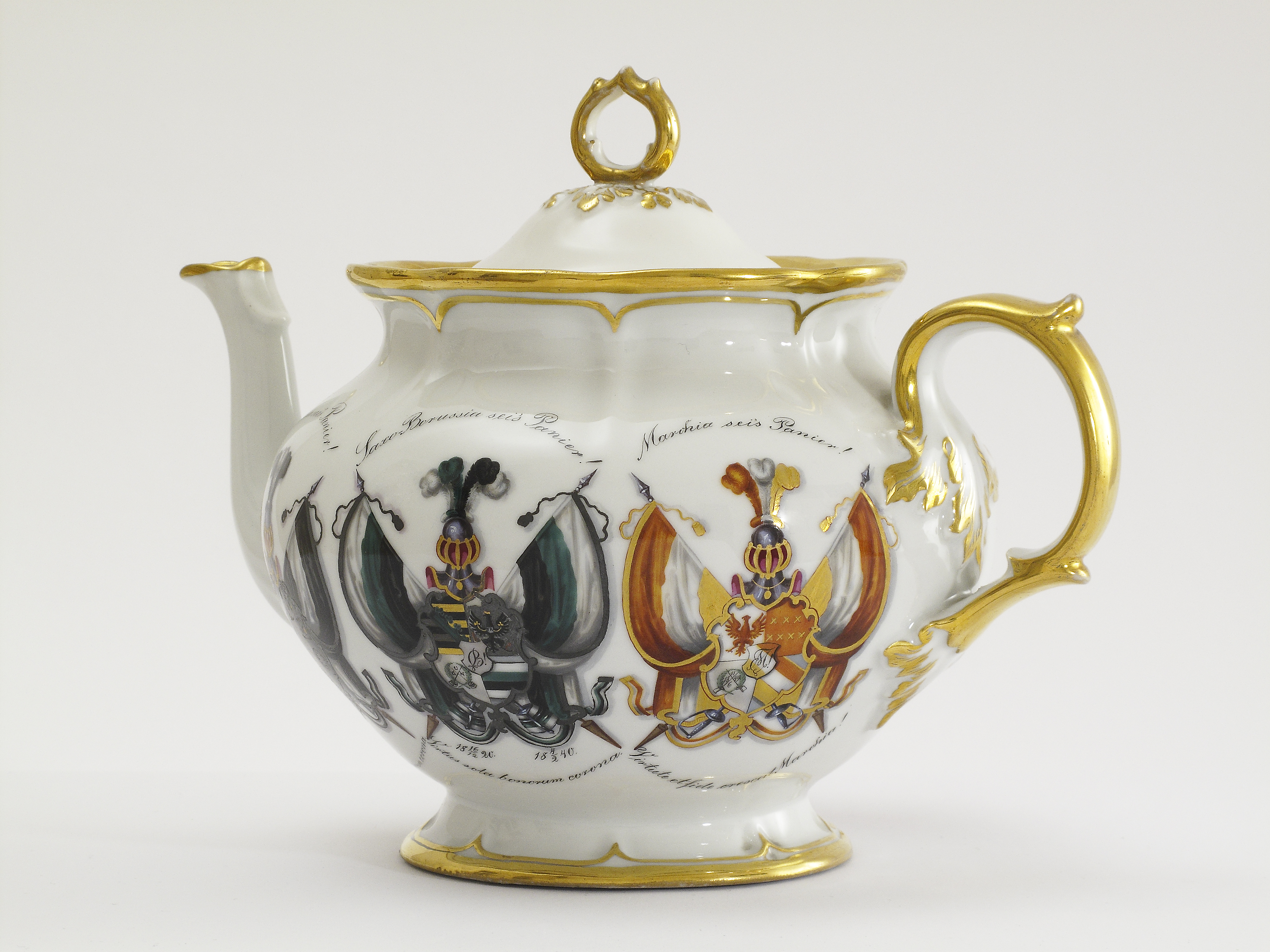
Teekanne (vor 1860)

Bis heute finden sich Darstellungen von Studentenwappen auf Wänden und Decken von Gebäuden, als eigenständige Ölgemälde sowie auf allen möglichen Gegenständen, speziell aber auf den Porzellandeckeln von Bierkrügen. Kostbare mit Studentenwappen verzierte Gegenstände waren besonders im Kaiserreich beliebte Geschenke unter Bundesbrüdern oder befreundeten Verbindungen. In den 1970er und 1980er Jahren kamen Autoaufkleber mit Studentenwappen in Mode.

## Außerhalb des deutschen Sprachraums

Wappen der Fraternity Kappa Kappa Psi

Auch viele Studentenverbindungen, die nicht nach deutscher Tradition entstanden sind, führen Wappen, so zum Beispiel die nordamerikanischen Fraternities und Sororities.